# Hey Mr. Big
〈Hey Mr. Big〉은 대한민국의 가수 이효리의 노래이다. 세 번째 정규 앨범 《It's Hyorish》의 수록곡이자 〈U-Go-Girl〉과 함께 더블 타이틀곡이다.